# Луда Камчия
Лу̀да Ка̀мчия или Малка Камчия (от 29 юни 1942 г. до 5 януари 1946 г. Луда Тича) е река в Североизточна България, Стара планина, дясна съставяща на река Камчия. Нейната дължина е 200,9 km, с което се нарежда на 10-о място сред реките на България.
Протича през област Сливен – общини Сливен и Котел, област Бургас – общини Сунгурларе и Руен и област Варна – община Дългопол.
На 42°58′03″ с. ш. 27°17′34″ и. д. / 42.9675° с. ш. 27.292778° и. д., на десния бряг на язовир „Цонево“, между селата Добромир и Аспарухово се намира скалното образувание Чудните скали.

## География

### Извор, течение, устие
Река Луда Камчия води началото си от извор-чешма (на 1109 м н.в.) в северното подножие на връх Вратник в Сливенска планина. До село Градец протича в дълбока и тясна долина, обрасла с широколистни гори. След Градец долината ѝ се разширява и образува големи меандри. От извора си до село Дъскотна тече, общо взето, в източна посока между планинския рид Разбойна и Котленска и Върбишка планина на север и Сливенска, Стидовска и Карнобатска планина на юг. От село Дъскотна до село Цонево тече на североизток в дълбока проломна долина между Върбишка планина на северозапад и Камчийска планина на югоизток. В югозападния край на село Величково, община Дългопол, на 26 m н.в. се съединява с идващата отляво река Голяма Камчия и двете заедно дават началото на същинската река Камчия.

### Водосборен басейн, притоци
Площта на водосборния басейн на реката е 1612 km2, което представлява 30,1% от водосборния басейн на река Камчия. Водосборният басейн на Луда Камчия на север граничи с водосборния басейн на река Голяма Камчия, на северозапад – с водосборния басейн на река Янтра, а на юг – с водосборния басейн на река Тунджа и водосборните басейни на Айтоска и Хаджийска река, вливащи се директно в Черно море.

Основни притоци (→ ляв приток, ← десен приток):
- ← Хайдутдере
- → Калафирдере
- ← Цигански дол
- → Брезовец
- ← Дивешка река
- ← Сърбинов дол
- → Цигански дол
- → Горански дол
- ← Колибенски дол
- → Котленска река (Котелшница)
- ← Бъчвен дол
- → Медвенска река
- → Алмалъдере
- → Садовска река
- → Ортадере
- → Селското дере
- ← Пепелник дере (влива се в яз. „Камчия“)
- → Папаздере (влива се в яз. „Камчия“)
- → Асадере
- → Железна река
- ← Дериндере
- → Моравска река
- ← Соргондере
- → Керездере
- ← Бяла река
- ← Голяма река (Алмадере)
- ← Казандере
- → Айваджикдере
- Дам дере
- ← Балабандере (влива се в яз. „Цонево“)
- → Шекерски дол (влива се в яз. „Цонево“)
- ← Разкраченица (влива се в яз. „Цонево“)
- → Мечи дол (влива се в яз. „Цонево“)
- ← Козя река (влива се в яз. „Цонево“)
- ← Дермендере (влива се в яз. „Цонево“)

### Хидрология
Река Луда Камчия е с дъждовно-снежно подхранване, като максималният отток е през месеците февруари и март, а минималният – през август и септември. Средният годишен отток при село Аспарухово е 11,4 m3/s.

## Селища
По течението на реката са разположени 13 села:
- Област Сливен

- Община Сливен – Раково, Ичера;
- Община Котел – Градец;

- Област Бургас
- Община Сунгурларе – Дъбовица, Бероново, Везенково, Камчия, Завет;

- Община Руен – Дъскотна, Каравельово Билка, Добромир;

- Област Варна

- Община Дългопол – Аспарухово, Цонево.

## Стопанство
Водите на реката се използват за водоснабдяване с питейна вода на множество населени места, в т.ч. Варна и Бургас, и за напояване. За целта по течението ѝ са изградени 2 язовира (сред най-големите в страната) – „Камчия“ и „Цонево“, а по множеството ѝ притоци – десетки микроязовира.
По долината на реката в долното ѝ течение, в участъка от Аспарухово до Ведрово преминава част от трасето на железопътната линия Варна – Карнобат.
По долината ѝ преминават и участъци от 2 третокласни пътя от Държавната пътна мрежа:
- 24,1 km от второкласен път № 208 Ветрино – Дългопол – Айтос в участъка между селата Аспарухово и Дъскотна;
- 10,5 km от второкласен път № 488 Градец – Сливен в участъка между селата Градец и Ичера.

Долината на реката, бреговете и водите на двата големи язовира са притегателен център за множество туристи, летовници и риболовци.

## Топографска карта
- Лист от карта K-35-31. Мащаб: 1 : 100 000.
- Лист от карта K-35-41. Мащаб: 1 : 100 000.
- Лист от карта K-35-42. Мащаб: 1 : 100 000.
- Лист от карта K-35-43. Мащаб: 1 : 100 000.